# Исмаилов, Абдурахим Исраилович
Абдурахим Исраилович Исмаилов (узб. Абдураҳим Исроилович Исмоилов; род. 24 июля 1942, Ташкент) — советский и узбекский кинооператор. Лауреат Государственной премии Узбекской ССР имени Хамзы (1979) за участие в съёмках телефильма «Это было в Коканде». Народный артист Узбекской ССР (1982).

## Биография
После окончания операторского факультета Всесоюзного государственного института кинематографии работал на киностудии научно-популярных и документальных фильмов Узбекской ССР. С 1970 года — оператор-постановщик киностудии «Узбекфильм». В 1982 году окончил Ташкентский театрально-художественный институт, после чего работал там педагогом, заведующим кафедрой и доцентом.

## Фильмография

### Оператор
- 1969 — Горный мираб
- 1970 — Под палящим солнцем
- 1971 — Порыв
- 1972 — Навстречу тебе
- 1973 — Караван
- 1974 — Здесь проходит граница
- 1975 — Первые пассажиры
- 1977 — Это было в Коканде
- 1978 — Чужое счастье
- 1979—1984 — Огненные дороги
- 1985 — Проводы невесты
- 1987 — Фитиль (№ 302, новелла «На нашу голову»)
- 1988 — Приключения Арслана
- 1989 — Маленький человек в большой войне
- 1989 — Поезд дураков
- 1990 — Битва трёх королей
- 1991 — Жди меня
- 1992 — Ищу тебя
- 1993 — Счастье моё, ты оплачено кровью
- 1998 — Маленький лекарь
- 1998—2002 — Женский род
- 2001 — Родная
- 2002 — Мальчики в небе
- 2004 — Мальчики в небе 2
- 2006 — Ватан
- 2006 — Покушение
- 2008 — Восточный двор с кривой луной
- 2011 — Свинец

### Актёр
- 1979—1984 — Огненные дороги — Абдулла-ходжа
- 1989 — Маленький человек в большой войне — эпизод
- 1991 — Жди меня — бухгалтер
- 2002 — Мальчики в небе — Мустафа Калтабаев

### Режиссёр
- 1993 — Счастье моё, ты оплачено кровью

## Награды
- 1969 — Диплом первой степени за операторскую работу в короткометражном фильме «Горный мираб» на кинофестивале республик Средней Азии и Казахстана
- 1979 — Государственная премия Узбекской ССР имени Хамзы за участие в съёмках телефильма «Это было в Коканде»[1]
- 1982 — Народный артист Узбекской ССР